# Liste der denkmalgeschützten Objekte in Ždiar/100–451
Die Liste der denkmalgeschützten Objekte in Ždiar/100-451 enthält die 111 nach slowakischen Denkmalschutzvorschriften geschützten Objekte in der Gemeinde Ždiar im Okres Poprad für die Adressen mit Hausnummern über 100.

## Denkmäler
| Foto |                 | Denkmal / č. ÚZPF                                              | Standort / Konskr. Nr.                 | Offizielle Beschreibung                           | Beschreibung                                      | Metadaten                                                                 |
| ---- | --------------- | -------------------------------------------------------------- | -------------------------------------- | ------------------------------------------------- | ------------------------------------------------- | ------------------------------------------------------------------------- |
| BW   | Datei hochladen | Gebäude in regionaltypischem Baustil(sk) ObjektID: 706-3713/1  | 125 Standort KG: Ždiar Konskr.Nr.: 125 | zrubový                                           |                                                   | č. NKP: 706-3713/1 Stand des NKP: 2012-02-08 Name: DOM ĽUDOVÝ             |
|      | Datei hochladen | Scheune und Stall(sk) ObjektID: 706-3713/2                     | 125 KG: Ždiar Konskr.Nr.: 125          | zrubová+murovaná; maštaľ,bojisko,záčin            |                                                   | č. NKP: 706-3713/2 Stand des NKP: 2012-02-08 Name: STODOLA S MAŠTAĽOU     |
|      | Datei hochladen | Wirtschaftsgebäude(sk) ObjektID: 706-3713/3                    | 125 KG: Ždiar Konskr.Nr.: 125          | drevená rámová+murovaná                           |                                                   | č. NKP: 706-3713/3 Stand des NKP: 2012-02-08 Name: STAVBA HOSPODÁRSKA     |
| BW   | Datei hochladen | Gebäude in regionaltypischem Baustil(sk) ObjektID: 706-4648/1  | 132 Standort KG: Ždiar Konskr.Nr.: 132 | zrubový                                           |                                                   | č. NKP: 706-4648/1 Stand des NKP: 2012-02-08 Name: DOM ĽUDOVÝ             |
|      | Datei hochladen | Scheune und Stall(sk) ObjektID: 706-4648/2                     | 132 KG: Ždiar Konskr.Nr.: 132          | zrubová; maštaľ,mlatovisko,záčin                  |                                                   | č. NKP: 706-4648/2 Stand des NKP: 2012-02-08 Name: STODOLA S MAŠTAĽOU     |
|      | Datei hochladen | Wirtschaftsgebäude(sk) ObjektID: 706-4648/3                    | 132 KG: Ždiar Konskr.Nr.: 132          |                                                   |                                                   | č. NKP: 706-4648/3 Stand des NKP: 2012-02-08 Name: STAVBA HOSPODÁRSKA     |
|      | Datei hochladen | Scheune und Stall(sk) ObjektID: 706-4638/2                     | 133 KG: Ždiar Konskr.Nr.: 133          | zrubová; maštaľ,mlatovisko,záčin                  |                                                   | č. NKP: 706-4638/2 Stand des NKP: 2012-02-08 Name: STODOLA S MAŠTAĽOU     |
|      | Datei hochladen | Gebäude in regionaltypischem Baustil(sk) ObjektID: 706-4639/1  | 134 KG: Ždiar Konskr.Nr.: 134          | zrubový                                           |                                                   | č. NKP: 706-4639/1 Stand des NKP: 2012-02-08 Name: DOM ĽUDOVÝ             |
|      | Datei hochladen | Scheune und Stall(sk) ObjektID: 706-4639/2                     | 134 KG: Ždiar Konskr.Nr.: 134          | zrubová; maštaľ,mlatovisko,záčin                  |                                                   | č. NKP: 706-4639/2 Stand des NKP: 2012-02-08 Name: STODOLA S MAŠTAĽOU     |
|      | Datei hochladen | Wirtschaftsgebäude(sk) ObjektID: 706-4639/3                    | 134 KG: Ždiar Konskr.Nr.: 134          | zrubová; maštaľ                                   |                                                   | č. NKP: 706-4639/3 Stand des NKP: 2012-02-08 Name: STAVBA HOSPODÁRSKA     |
|      | Datei hochladen | Gebäude in regionaltypischem Baustil(sk) ObjektID: 706-4640/1  | 135 KG: Ždiar Konskr.Nr.: 135          | zrubový                                           |                                                   | č. NKP: 706-4640/1 Stand des NKP: 2012-02-08 Name: DOM ĽUDOVÝ             |
|      | Datei hochladen | Scheune(sk) ObjektID: 706-4640/2                               | 135 KG: Ždiar Konskr.Nr.: 135          | zrubová; stodola                                  |                                                   | č. NKP: 706-4640/2 Stand des NKP: 2012-02-08 Name: STODOLA                |
|      | Datei hochladen | Wirtschaftsgebäude(sk) ObjektID: 706-4640/3                    | 135 KG: Ždiar Konskr.Nr.: 135          |                                                   |                                                   | č. NKP: 706-4640/3 Stand des NKP: 2012-02-08 Name: STAVBA HOSPODÁRSKA     |
| BW   | Datei hochladen | Gebäude in regionaltypischem Baustil(sk) ObjektID: 706-4641/1  | 136 Standort KG: Ždiar Konskr.Nr.: 136 | zrubový                                           |                                                   | č. NKP: 706-4641/1 Stand des NKP: 2012-02-08 Name: DOM ĽUDOVÝ             |
|      | Datei hochladen | Scheune(sk) ObjektID: 706-4641/2                               | 136 KG: Ždiar Konskr.Nr.: 136          | zrubová                                           |                                                   | č. NKP: 706-4641/2 Stand des NKP: 2012-02-08 Name: STODOLA                |
|      | Datei hochladen | Wirtschaftsgebäude(sk) ObjektID: 706-4641/3                    | 136 KG: Ždiar Konskr.Nr.: 136          |                                                   |                                                   | č. NKP: 706-4641/3 Stand des NKP: 2012-02-08 Name: STAVBA HOSPODÁRSKA     |
| BW   | Datei hochladen | Gebäude in regionaltypischem Baustil(sk) ObjektID: 706-4642/1  | 137 Standort KG: Ždiar Konskr.Nr.: 137 | zrubový+murovaný                                  |                                                   | č. NKP: 706-4642/1 Stand des NKP: 2012-02-08 Name: DOM ĽUDOVÝ             |
|      | Datei hochladen | Scheune und Stall(sk) ObjektID: 706-4642/2                     | 137 KG: Ždiar Konskr.Nr.: 137          | zrubová,rámová; záčin,mlatovisko,maštaľ           |                                                   | č. NKP: 706-4642/2 Stand des NKP: 2012-02-08 Name: STODOLA S MAŠTAĽOU     |
|      | Datei hochladen | Wirtschaftsgebäude(sk) ObjektID: 706-4642/3                    | 137 KG: Ždiar Konskr.Nr.: 137          | rámová; nižná jata                                |                                                   | č. NKP: 706-4642/3 Stand des NKP: 2012-02-08 Name: STAVBA HOSPODÁRSKA     |
|      | Datei hochladen | Gebäude in regionaltypischem Baustil(sk) ObjektID: 706-4643/1  | 138 KG: Ždiar Konskr.Nr.: 138          | zrubový                                           |                                                   | č. NKP: 706-4643/1 Stand des NKP: 2012-02-08 Name: DOM ĽUDOVÝ             |
|      | Datei hochladen | Scheune(sk) ObjektID: 706-4643/2                               | 138 KG: Ždiar Konskr.Nr.: 138          | zrubová                                           |                                                   | č. NKP: 706-4643/2 Stand des NKP: 2012-02-08 Name: STODOLA                |
|      | Datei hochladen | Wirtschaftsgebäude(sk) ObjektID: 706-4643/3                    | 138 KG: Ždiar Konskr.Nr.: 138          |                                                   |                                                   | č. NKP: 706-4643/3 Stand des NKP: 2012-02-08 Name: STAVBA HOSPODÁRSKA     |
|      | Datei hochladen | Gebäude in regionaltypischem Baustil(sk) ObjektID: 706-3715/1  | 149 KG: Ždiar Konskr.Nr.: 149          | zrubový                                           |                                                   | č. NKP: 706-3715/1 Stand des NKP: 2012-02-08 Name: DOM ĽUDOVÝ             |
|      | Datei hochladen | Scheune und Stall(sk) ObjektID: 706-3715/2                     | 149 KG: Ždiar Konskr.Nr.: 149          | zrubová; stodola,maštaľ                           |                                                   | č. NKP: 706-3715/2 Stand des NKP: 2012-02-08 Name: STODOLA S MAŠTAĽOU     |
|      | Datei hochladen | Gebäude in regionaltypischem Baustil(sk) ObjektID: 706-10238/1 | 160 KG: Ždiar Konskr.Nr.: 160          | zrubový                                           |                                                   | č. NKP: 706-10238/1 Stand des NKP: 2012-02-08 Name: DOM ĽUDOVÝ            |
|      | Datei hochladen | Scheune und Stall(sk) ObjektID: 706-10238/2                    | 160 KG: Ždiar Konskr.Nr.: 160          | zrubová; stodola,maštaľ                           |                                                   | č. NKP: 706-10238/2 Stand des NKP: 2012-02-08 Name: STODOLA S MAŠTAĽOU    |
|      | Datei hochladen | Gebäude in regionaltypischem Baustil(sk) ObjektID: 706-10358/0 | 214 KG: Ždiar Konskr.Nr.: 214          | zrubový; goralský dom                             |                                                   | č. NKP: 706-10358/0 Stand des NKP: 2012-02-08 Name: DOM ĽUDOVÝ            |
|      | Datei hochladen | Gebäude in regionaltypischem Baustil(sk) ObjektID: 706-10359/0 | 226 KG: Ždiar Konskr.Nr.: 226          | zrubový; goralský dom                             |                                                   | č. NKP: 706-10359/0 Stand des NKP: 2012-02-08 Name: DOM ĽUDOVÝ            |
|      | Datei hochladen | Gebäude in regionaltypischem Baustil(sk) ObjektID: 706-3719/1  | 235 KG: Ždiar Konskr.Nr.: 235          | zrubový                                           |                                                   | č. NKP: 706-3719/1 Stand des NKP: 2012-02-08 Name: DOM ĽUDOVÝ             |
|      | Datei hochladen | Scheune(sk) ObjektID: 706-3719/2                               | 235 KG: Ždiar Konskr.Nr.: 235          | zrubová                                           |                                                   | č. NKP: 706-3719/2 Stand des NKP: 2012-02-08 Name: STODOLA                |
|      | Datei hochladen | Gebäude in regionaltypischem Baustil(sk) ObjektID: 706-4644/1  | 235 KG: Ždiar Konskr.Nr.: 235          | zrubový                                           |                                                   | č. NKP: 706-4644/1 Stand des NKP: 2012-02-08 Name: DOM ĽUDOVÝ             |
|      | Datei hochladen | Scheune(sk) ObjektID: 706-4644/2                               | 235 KG: Ždiar Konskr.Nr.: 235          | zrubová                                           |                                                   | č. NKP: 706-4644/2 Stand des NKP: 2012-02-08 Name: STODOLA                |
|      | Datei hochladen | Wirtschaftsgebäude(sk) ObjektID: 706-4644/3                    | 235 KG: Ždiar Konskr.Nr.: 235          |                                                   |                                                   | č. NKP: 706-4644/3 Stand des NKP: 2012-02-08 Name: STAVBA HOSPODÁRSKA     |
|      | Datei hochladen | Gebäude in regionaltypischem Baustil(sk) ObjektID: 706-3721/1  | 242 KG: Ždiar Konskr.Nr.: 242          | zrubový                                           |                                                   | č. NKP: 706-3721/1 Stand des NKP: 2012-02-08 Name: DOM ĽUDOVÝ             |
|      | Datei hochladen | Scheune und Stall(sk) ObjektID: 706-3721/2                     | 242 KG: Ždiar Konskr.Nr.: 242          | zrubová,rámová; ovčín,maštaľ,mlatovisko,záčin     |                                                   | č. NKP: 706-3721/2 Stand des NKP: 2012-02-08 Name: STODOLA S MAŠTAĽOU     |
|      | Datei hochladen | Gebäude in regionaltypischem Baustil(sk) ObjektID: 706-3722/1  | 243 KG: Ždiar Konskr.Nr.: 243          | zrubový,rámový                                    |                                                   | č. NKP: 706-3722/1 Stand des NKP: 2012-02-08 Name: DOM ĽUDOVÝ             |
|      | Datei hochladen | Scheune und Stall(sk) ObjektID: 706-3722/2                     | 243 KG: Ždiar Konskr.Nr.: 243          | zrubová,rámová; záčin,mlatovisko,maštaľ,chodba    |                                                   | č. NKP: 706-3722/2 Stand des NKP: 2012-02-08 Name: STODOLA S MAŠTAĽOU     |
|      | Datei hochladen | Scheune und Stall(sk) ObjektID: 706-3723/1                     | 244 KG: Ždiar Konskr.Nr.: 244          | zrubová; maštaľ,mlatovisko,záčin                  |                                                   | č. NKP: 706-3723/1 Stand des NKP: 2012-02-08 Name: STODOLA S MAŠTAĽOU     |
|      | Datei hochladen | Wirtschaftsgebäude(sk) ObjektID: 706-3723/2                    | 244 KG: Ždiar Konskr.Nr.: 244          | zrubová; sklad,ovčín                              |                                                   | č. NKP: 706-3723/2 Stand des NKP: 2012-02-08 Name: STAVBA HOSPODÁRSKA     |
|      | Datei hochladen | Wirtschaftsgebäude(sk) ObjektID: 706-3724/0                    | 247 KG: Ždiar Konskr.Nr.: 247          | zrubová                                           |                                                   | č. NKP: 706-3724/0 Stand des NKP: 2012-02-08 Name: STAVBA HOSPODÁRSKA     |
|      | Datei hochladen | Gebäude in regionaltypischem Baustil(sk) ObjektID: 706-4645/1  | 262 KG: Ždiar Konskr.Nr.: 262          | zrubový                                           |                                                   | č. NKP: 706-4645/1 Stand des NKP: 2012-02-08 Name: DOM ĽUDOVÝ             |
|      | Datei hochladen | Scheune und Stall(sk) ObjektID: 706-4645/2                     | 262 KG: Ždiar Konskr.Nr.: 262          | zrubová                                           |                                                   | č. NKP: 706-4645/2 Stand des NKP: 2012-02-08 Name: STODOLA S MAŠTAĽOU     |
|      | Datei hochladen | Wirtschaftsgebäude(sk) ObjektID: 706-4645/3                    | 262 KG: Ždiar Konskr.Nr.: 262          | rámová                                            |                                                   | č. NKP: 706-4645/3 Stand des NKP: 2012-02-08 Name: STAVBA HOSPODÁRSKA     |
|      | Datei hochladen | Gebäude in regionaltypischem Baustil(sk) ObjektID: 706-4646/1  | 263 KG: Ždiar Konskr.Nr.: 263          | zrubový; penzión Diana                            |                                                   | č. NKP: 706-4646/1 Stand des NKP: 2012-02-08 Name: DOM ĽUDOVÝ             |
|      | Datei hochladen | Scheune(sk) ObjektID: 706-4646/2                               | 263 KG: Ždiar Konskr.Nr.: 263          | zrubová                                           |                                                   | č. NKP: 706-4646/2 Stand des NKP: 2012-02-08 Name: STODOLA                |
|      | Datei hochladen | Wirtschaftsgebäude(sk) ObjektID: 706-4646/3                    | 263 KG: Ždiar Konskr.Nr.: 263          |                                                   |                                                   | č. NKP: 706-4646/3 Stand des NKP: 2012-02-08 Name: STAVBA HOSPODÁRSKA     |
| ja   | Datei hochladen | Gebäude in regionaltypischem Baustil(sk) ObjektID: 706-3726/1  | 272 KG: Ždiar Konskr.Nr.: 272          | zrubový                                           |                                                   | č. NKP: 706-3726/1 Stand des NKP: 2012-02-08 Name: DOM ĽUDOVÝ             |
|      | Datei hochladen | Scheune und Stall(sk) ObjektID: 706-3726/2                     | 272 KG: Ždiar Konskr.Nr.: 272          | zrubová; záčin,mlatovisko,maštaľ                  |                                                   | č. NKP: 706-3726/2 Stand des NKP: 2012-02-08 Name: STODOLA S MAŠTAĽOU     |
|      | Datei hochladen | Wirtschaftsgebäude(sk) ObjektID: 706-3726/3                    | 272 KG: Ždiar Konskr.Nr.: 272          | zrubová,rámová; chliev,voziareň,jata              |                                                   | č. NKP: 706-3726/3 Stand des NKP: 2012-02-08 Name: STAVBA HOSPODÁRSKA     |
|      | Datei hochladen | Gebäude in regionaltypischem Baustil(sk) ObjektID: 706-3727/1  | 274 KG: Ždiar Konskr.Nr.: 274          | zrubový                                           |                                                   | č. NKP: 706-3727/1 Stand des NKP: 2012-02-08 Name: DOM ĽUDOVÝ             |
|      | Datei hochladen | Scheune(sk) ObjektID: 706-3727/2                               | 274 KG: Ždiar Konskr.Nr.: 274          | zrubová,rámová; stodola,mlatovisko                |                                                   | č. NKP: 706-3727/2 Stand des NKP: 2012-02-08 Name: STODOLA                |
|      | Datei hochladen | Gebäude in regionaltypischem Baustil(sk) ObjektID: 706-3728/1  | 275 KG: Ždiar Konskr.Nr.: 275          | zrubový                                           |                                                   | č. NKP: 706-3728/1 Stand des NKP: 2012-02-08 Name: DOM ĽUDOVÝ             |
|      | Datei hochladen | Wirtschaftsgebäude(sk) ObjektID: 706-3728/2                    | 275 KG: Ždiar Konskr.Nr.: 275          | zrubová; stodola s maštaľou                       |                                                   | č. NKP: 706-3728/2 Stand des NKP: 2012-02-08 Name: STAVBA HOSPODÁRSKA     |
| ja   | Datei hochladen | Kirche(sk) ObjektID: 706-1043/0                                | 278 Standort KG: Ždiar Konskr.Nr.: 278 | r.k.Navštívenia P.M.; farský kostol Panny Márie   | römisch-katholische Pfarrkirche Mariä Heimsuchung | č. NKP: 706-1043/0 Stand des NKP: 2012-02-08 Name: KOSTOL                 |
|      | Datei hochladen | Gebäude in regionaltypischem Baustil(sk) ObjektID: 706-3729/0  | 280 KG: Ždiar Konskr.Nr.: 280          | zrubový+murovaný                                  |                                                   | č. NKP: 706-3729/0 Stand des NKP: 2012-02-08 Name: DOM ĽUDOVÝ             |
|      | Datei hochladen | Gebäude in regionaltypischem Baustil(sk) ObjektID: 706-3730/0  | 303 KG: Ždiar Konskr.Nr.: 303          | zrubový                                           |                                                   | č. NKP: 706-3730/0 Stand des NKP: 2012-02-08 Name: DOM ĽUDOVÝ             |
|      | Datei hochladen | Gebäude in regionaltypischem Baustil(sk) ObjektID: 706-4647/1  | 305 KG: Ždiar Konskr.Nr.: 305          | zrubový                                           |                                                   | č. NKP: 706-4647/1 Stand des NKP: 2012-02-08 Name: DOM ĽUDOVÝ             |
|      | Datei hochladen | Scheune und Stall(sk) ObjektID: 706-4647/2                     | 305 KG: Ždiar Konskr.Nr.: 305          | zrubová; záčin,mlatovisko,maštaľ                  |                                                   | č. NKP: 706-4647/2 Stand des NKP: 2012-02-08 Name: STODOLA S MAŠTAĽOU     |
|      | Datei hochladen | Wirtschaftsgebäude(sk) ObjektID: 706-4647/3                    | 305 KG: Ždiar Konskr.Nr.: 305          | drevená,rámová                                    |                                                   | č. NKP: 706-4647/3 Stand des NKP: 2012-02-08 Name: STAVBA HOSPODÁRSKA     |
|      | Datei hochladen | Gebäude in regionaltypischem Baustil(sk) ObjektID: 706-3731/0  | 307 KG: Ždiar Konskr.Nr.: 307          | zrubový+murovaný                                  |                                                   | č. NKP: 706-3731/0 Stand des NKP: 2012-02-08 Name: DOM ĽUDOVÝ             |
| ja   | Datei hochladen | Gebäude in regionaltypischem Baustil(sk) ObjektID: 706-3733/0  | 328 KG: Ždiar Konskr.Nr.: 328          | zrubový; múzeum Márie Vaverčákovej                |                                                   | č. NKP: 706-3733/0 Stand des NKP: 2012-02-08 Name: DOM ĽUDOVÝ             |
|      | Datei hochladen | Gebäude in regionaltypischem Baustil(sk) ObjektID: 706-3738/1  | 345 KG: Ždiar Konskr.Nr.: 345          | zrubový+murovaný                                  |                                                   | č. NKP: 706-3738/1 Stand des NKP: 2012-02-08 Name: DOM ĽUDOVÝ             |
|      | Datei hochladen | Scheune und Stall(sk) ObjektID: 706-3738/2                     | 345 KG: Ždiar Konskr.Nr.: 345          | zrubová+murovaná; záčin,mlatovisko,maštaľ         |                                                   | č. NKP: 706-3738/2 Stand des NKP: 2012-02-08 Name: STODOLA S MAŠTAĽOU     |
|      | Datei hochladen | Wirtschaftsgebäude(sk) ObjektID: 706-3738/3                    | 345 KG: Ždiar Konskr.Nr.: 345          | drevená,rámová; kôlňa,jata,dreváreň               |                                                   | č. NKP: 706-3738/3 Stand des NKP: 2012-02-08 Name: STAVBA HOSPODÁRSKA     |
| BW   | Datei hochladen | Gebäude in regionaltypischem Baustil(sk) ObjektID: 706-3739/1  | 346 Standort KG: Ždiar Konskr.Nr.: 346 | zrubový                                           |                                                   | č. NKP: 706-3739/1 Stand des NKP: 2012-02-08 Name: DOM ĽUDOVÝ             |
|      | Datei hochladen | Scheune(sk) ObjektID: 706-3739/2                               | 346 KG: Ždiar Konskr.Nr.: 346          | zrubová                                           |                                                   | č. NKP: 706-3739/2 Stand des NKP: 2012-02-08 Name: STODOLA                |
|      | Datei hochladen | CHLIEV ObjektID: 706-3739/3                                    | 346 KG: Ždiar Konskr.Nr.: 346          | zrubový                                           |                                                   | č. NKP: 706-3739/3 Stand des NKP: 2012-02-08 Name: CHLIEV                 |
|      | Datei hochladen | ŠOPA ObjektID: 706-3739/4                                      | 346 KG: Ždiar Konskr.Nr.: 346          | doštená                                           |                                                   | č. NKP: 706-3739/4 Stand des NKP: 2012-02-08 Name: ŠOPA                   |
|      | Datei hochladen | Gebäude in regionaltypischem Baustil(sk) ObjektID: 706-3740/1  | 348 KG: Ždiar Konskr.Nr.: 348          | zrubový+murovaný                                  |                                                   | č. NKP: 706-3740/1 Stand des NKP: 2012-02-08 Name: DOM ĽUDOVÝ             |
|      | Datei hochladen | Scheune und Stall(sk) ObjektID: 706-3740/2                     | 348 KG: Ždiar Konskr.Nr.: 348          | zrubová,rámová; záčin,mlatovisko,maštaľ           |                                                   | č. NKP: 706-3740/2 Stand des NKP: 2012-02-08 Name: STODOLA S MAŠTAĽOU     |
|      | Datei hochladen | Wirtschaftsgebäude(sk) ObjektID: 706-3740/3                    | 348 KG: Ždiar Konskr.Nr.: 348          | drevená,rámová; nižná jata                        |                                                   | č. NKP: 706-3740/3 Stand des NKP: 2012-02-08 Name: STAVBA HOSPODÁRSKA I.  |
|      | Datei hochladen | Wirtschaftsgebäude(sk) ObjektID: 706-3740/4                    | 348 KG: Ždiar Konskr.Nr.: 348          | drevená,rámová; jata,vozáreň,dreváreň             |                                                   | č. NKP: 706-3740/4 Stand des NKP: 2012-02-08 Name: STAVBA HOSPODÁRSKA II. |
|      | Datei hochladen | Gebäude in regionaltypischem Baustil(sk) ObjektID: 706-3741/1  | 353 KG: Ždiar Konskr.Nr.: 353          | zrubový                                           |                                                   | č. NKP: 706-3741/1 Stand des NKP: 2012-02-08 Name: DOM ĽUDOVÝ             |
|      | Datei hochladen | Scheune(sk) ObjektID: 706-3741/2                               | 353 KG: Ždiar Konskr.Nr.: 353          | zrubová; maštaľ,mlatovisko,záčin                  |                                                   | č. NKP: 706-3741/2 Stand des NKP: 2012-02-08 Name: STODOLA                |
|      | Datei hochladen | Gebäude in regionaltypischem Baustil(sk) ObjektID: 706-3742/0  | 355 KG: Ždiar Konskr.Nr.: 355          | zrubový                                           |                                                   | č. NKP: 706-3742/0 Stand des NKP: 2012-02-08 Name: DOM ĽUDOVÝ             |
|      | Datei hochladen | Gebäude in regionaltypischem Baustil(sk) ObjektID: 706-3744/1  | 358 KG: Ždiar Konskr.Nr.: 385          | zrubový                                           |                                                   | č. NKP: 706-3744/1 Stand des NKP: 2012-02-08 Name: DOM ĽUDOVÝ             |
|      | Datei hochladen | Scheune und Stall(sk) ObjektID: 706-3744/2                     | 358 KG: Ždiar Konskr.Nr.: 358          | zrubová; mlatovisko,záčin,maštaľ                  |                                                   | č. NKP: 706-3744/2 Stand des NKP: 2012-02-08 Name: STODOLA S MAŠTAĽOU     |
|      | Datei hochladen | Wirtschaftsgebäude(sk) ObjektID: 706-3744/3                    | 358 KG: Ždiar Konskr.Nr.: 358          | drevená,rámová; jata,kôlňa                        |                                                   | č. NKP: 706-3744/3 Stand des NKP: 2012-02-08 Name: STAVBA HOSPODÁRSKA     |
|      | Datei hochladen | Gebäude in regionaltypischem Baustil(sk) ObjektID: 706-3745/1  | 360 KG: Ždiar Konskr.Nr.: 360          | zrubový                                           |                                                   | č. NKP: 706-3745/1 Stand des NKP: 2012-02-08 Name: DOM ĽUDOVÝ             |
|      | Datei hochladen | Scheune(sk) ObjektID: 706-3745/2                               | 360 KG: Ždiar Konskr.Nr.: 360          | zrubová,rámová                                    |                                                   | č. NKP: 706-3745/2 Stand des NKP: 2012-02-08 Name: STODOLA                |
|      | Datei hochladen | Stall(sk) ObjektID: 706-3745/3                                 | 360 KG: Ždiar Konskr.Nr.: 360          | murovaná                                          |                                                   | č. NKP: 706-3745/3 Stand des NKP: 2012-02-08 Name: MAŠTAĽ                 |
|      | Datei hochladen | Wirtschaftsgebäude(sk) ObjektID: 706-3745/4                    | 360 KG: Ždiar Konskr.Nr.: 360          | zrubová,rámová; podšop s chlievom                 |                                                   | č. NKP: 706-3745/4 Stand des NKP: 2012-02-08 Name: STAVBA HOSPODÁRSKA     |
|      | Datei hochladen | Gebäude in regionaltypischem Baustil(sk) ObjektID: 706-3746/1  | 364 KG: Ždiar Konskr.Nr.: 364          | zrubový                                           |                                                   | č. NKP: 706-3746/1 Stand des NKP: 2012-02-08 Name: DOM ĽUDOVÝ             |
|      | Datei hochladen | Scheune(sk) ObjektID: 706-3746/2                               | 364 KG: Ždiar Konskr.Nr.: 364          | zrubová                                           |                                                   | č. NKP: 706-3746/2 Stand des NKP: 2012-02-08 Name: STODOLA                |
|      | Datei hochladen | Scheune und Stall(sk) ObjektID: 706-3746/3                     | 364 KG: Ždiar Konskr.Nr.: 364          | zrubová; záčin,mlatovisko,maštaľ                  |                                                   | č. NKP: 706-3746/3 Stand des NKP: 2012-02-08 Name: STODOLA S MAŠTAĽOU     |
| BW   | Datei hochladen | Gebäude in regionaltypischem Baustil(sk) ObjektID: 706-3747/0  | 367 Standort KG: Ždiar Konskr.Nr.: 367 | zrubový                                           |                                                   | č. NKP: 706-3747/0 Stand des NKP: 2012-02-08 Name: DOM ĽUDOVÝ             |
|      | Datei hochladen | Gebäude in regionaltypischem Baustil(sk) ObjektID: 706-3748/0  | 369 KG: Ždiar Konskr.Nr.: 369          | zrubový                                           |                                                   | č. NKP: 706-3748/0 Stand des NKP: 2012-02-08 Name: DOM ĽUDOVÝ             |
|      | Datei hochladen | Gebäude in regionaltypischem Baustil(sk) ObjektID: 706-3749/1  | 372 KG: Ždiar Konskr.Nr.: 372          | zrubový                                           |                                                   | č. NKP: 706-3749/1 Stand des NKP: 2012-02-08 Name: DOM ĽUDOVÝ             |
|      | Datei hochladen | Scheune(sk) ObjektID: 706-3749/2                               | 372 KG: Ždiar Konskr.Nr.: 372          | zrubová; voziareň,záčin,mlatovisko                |                                                   | č. NKP: 706-3749/2 Stand des NKP: 2012-02-08 Name: STODOLA                |
|      | Datei hochladen | Gebäude in regionaltypischem Baustil(sk) ObjektID: 706-3750/0  | 377 KG: Ždiar Konskr.Nr.: 377          | zrubový                                           |                                                   | č. NKP: 706-3750/0 Stand des NKP: 2012-02-08 Name: DOM ĽUDOVÝ             |
|      | Datei hochladen | Scheune(sk) ObjektID: 706-3752/1                               | 382 KG: Ždiar Konskr.Nr.: 382          | zrubová,rámová; vozáreň,záčin,mlatovisko,sklad    |                                                   | č. NKP: 706-3752/1 Stand des NKP: 2012-02-08 Name: STODOLA                |
|      | Datei hochladen | Gebäude in regionaltypischem Baustil(sk) ObjektID: 706-3752/2  | 382 KG: Ždiar Konskr.Nr.: 382          | zrubový                                           |                                                   | č. NKP: 706-3752/2 Stand des NKP: 2012-02-08 Name: DOM ĽUDOVÝ             |
|      | Datei hochladen | Gebäude in regionaltypischem Baustil(sk) ObjektID: 706-3753/1  | 385 KG: Ždiar Konskr.Nr.: 385          | zrubový                                           |                                                   | č. NKP: 706-3753/1 Stand des NKP: 2012-02-08 Name: DOM ĽUDOVÝ             |
|      | Datei hochladen | Scheune und Stall(sk) ObjektID: 706-3753/2                     | 385 KG: Ždiar Konskr.Nr.: 385          | zrubová,rámová; voziareň,záčin,mlatovisko,mašt    |                                                   | č. NKP: 706-3753/2 Stand des NKP: 2012-02-08 Name: STODOLA S MAŠTAĽOU     |
|      | Datei hochladen | Wirtschaftsgebäude(sk) ObjektID: 706-3753/3                    | 385 KG: Ždiar Konskr.Nr.: 385          | rámová; podšopa                                   |                                                   | č. NKP: 706-3753/3 Stand des NKP: 2012-02-08 Name: STAVBA HOSPODÁRSKA     |
|      | Datei hochladen | CHLIEV ObjektID: 706-3753/4                                    | 385 KG: Ždiar Konskr.Nr.: 385          | kamenný; chliev                                   |                                                   | č. NKP: 706-3753/4 Stand des NKP: 2012-02-08 Name: CHLIEV                 |
|      | Datei hochladen | Gebäude in regionaltypischem Baustil(sk) ObjektID: 706-3800/1  | 389 KG: Ždiar Konskr.Nr.: 389          | zrubová,rámová                                    |                                                   | č. NKP: 706-3800/1 Stand des NKP: 2012-02-08 Name: DOM ĽUDOVÝ             |
|      | Datei hochladen | Scheune und Stall(sk) ObjektID: 706-3800/2                     | 389 KG: Ždiar Konskr.Nr.: 389          | drevená rámová+kamenná; voziareň,záčin,mlatovisko |                                                   | č. NKP: 706-3800/2 Stand des NKP: 2012-02-08 Name: STODOLA S MAŠTAĽOU     |
|      | Datei hochladen | Wirtschaftsgebäude(sk) ObjektID: 706-3800/3                    | 389 KG: Ždiar Konskr.Nr.: 389          | rámová; podšopa                                   |                                                   | č. NKP: 706-3800/3 Stand des NKP: 2012-02-08 Name: STAVBA HOSPODÁRSKA     |
|      | Datei hochladen | Gebäude in regionaltypischem Baustil(sk) ObjektID: 706-3755/1  | 404 KG: Ždiar Konskr.Nr.: 404          | zrubový,rámový                                    |                                                   | č. NKP: 706-3755/1 Stand des NKP: 2012-02-08 Name: DOM ĽUDOVÝ             |
|      | Datei hochladen | Scheune und Stall(sk) ObjektID: 706-3755/2                     | 404 KG: Ždiar Konskr.Nr.: 404          | zrubová; voziareň,záčin,mlatovisko,mašt           |                                                   | č. NKP: 706-3755/2 Stand des NKP: 2012-02-08 Name: STODOLA S MAŠTAĽOU     |
|      | Datei hochladen | Wirtschaftsgebäude(sk) ObjektID: 706-3755/3                    | 404 KG: Ždiar Konskr.Nr.: 404          | zrubová; šopka,maštaľ,podšopa                     |                                                   | č. NKP: 706-3755/3 Stand des NKP: 2012-02-08 Name: STAVBA HOSPODÁRSKA     |
|      | Datei hochladen | Gebäude in regionaltypischem Baustil(sk) ObjektID: 706-3756/1  | 409 KG: Ždiar Konskr.Nr.: 409          | zrubový                                           |                                                   | č. NKP: 706-3756/1 Stand des NKP: 2012-02-08 Name: DOM ĽUDOVÝ             |
|      | Datei hochladen | Scheune und Stall(sk) ObjektID: 706-3756/2                     | 409 KG: Ždiar Konskr.Nr.: 409          | zrubová; maštaľ,mlatovisko,záčin                  |                                                   | č. NKP: 706-3756/2 Stand des NKP: 2012-02-08 Name: STODOLA S MAŠTAĽOU     |
|      | Datei hochladen | Wirtschaftsgebäude(sk) ObjektID: 706-3756/3                    | 409 KG: Ždiar Konskr.Nr.: 409          | drevená,rámová; dreváreň,ovčín,maštaľ,záčin       |                                                   | č. NKP: 706-3756/3 Stand des NKP: 2012-02-08 Name: STAVBA HOSPODÁRSKA     |
|      | Datei hochladen | STUDŇA RUMPÁLOVÁ ObjektID: 706-3756/4                          | 409 KG: Ždiar Konskr.Nr.: 409          | kameň,drevo                                       |                                                   | č. NKP: 706-3756/4 Stand des NKP: 2012-02-08 Name: STUDŇA RUMPÁLOVÁ       |
|      | Datei hochladen | Gebäude in regionaltypischem Baustil(sk) ObjektID: 706-3758/1  | 414 KG: Ždiar Konskr.Nr.: 414          | zrubový                                           |                                                   | č. NKP: 706-3758/1 Stand des NKP: 2012-02-08 Name: DOM ĽUDOVÝ             |
|      | Datei hochladen | Scheune und Stall(sk) ObjektID: 706-3758/2                     | 414 KG: Ždiar Konskr.Nr.: 414          | zrubová                                           |                                                   | č. NKP: 706-3758/2 Stand des NKP: 2012-02-08 Name: STODOLA S MAŠTAĽOU     |
|      | Datei hochladen | Wirtschaftsgebäude(sk) ObjektID: 706-3758/3                    | 414 KG: Ždiar Konskr.Nr.: 414          | zrubová; chliev,ovčín                             |                                                   | č. NKP: 706-3758/3 Stand des NKP: 2012-02-08 Name: STAVBA HOSPODÁRSKA     |
|      | Datei hochladen | Wirtschaftsgebäude(sk) ObjektID: 706-3758/4                    | 414 KG: Ždiar Konskr.Nr.: 414          | zrubová,rámová; kôlňa,prístrešok                  |                                                   | č. NKP: 706-3758/4 Stand des NKP: 2012-02-08 Name: STAVBA HOSPODÁRSKA     |
|      | Datei hochladen | Gebäude in regionaltypischem Baustil(sk) ObjektID: 706-3761/1  | 420 KG: Ždiar Konskr.Nr.: 420          | zrubový+murovaný                                  |                                                   | č. NKP: 706-3761/1 Stand des NKP: 2012-02-08 Name: DOM ĽUDOVÝ             |
|      | Datei hochladen | Scheune und Stall(sk) ObjektID: 706-3761/2                     | 420 KG: Ždiar Konskr.Nr.: 420          | zrubová,rámová; záčin,mlatovisko,maštaľ,chliev    |                                                   | č. NKP: 706-3761/2 Stand des NKP: 2012-02-08 Name: STODOLA S MAŠTAĽOU     |
|      | Datei hochladen | Wirtschaftsgebäude(sk) ObjektID: 706-3761/3                    | 420 KG: Ždiar Konskr.Nr.: 420          | zrubová,rámová; jata-kôlňa,vozáreň                |                                                   | č. NKP: 706-3761/3 Stand des NKP: 2012-02-08 Name: STAVBA HOSPODÁRSKA     |
|      | Datei hochladen | Gebäude in regionaltypischem Baustil(sk) ObjektID: 706-3777/1  | 422 KG: Ždiar Konskr.Nr.: 422          | zrubový                                           |                                                   | č. NKP: 706-3777/1 Stand des NKP: 2012-02-08 Name: DOM ĽUDOVÝ             |
|      | Datei hochladen | Wirtschaftsgebäude(sk) ObjektID: 706-3777/2                    | 422 KG: Ždiar Konskr.Nr.: 422          |                                                   |                                                   | č. NKP: 706-3777/2 Stand des NKP: 2012-02-08 Name: STAVBA HOSPODÁRSKA     |
|      | Datei hochladen | Schule(sk) ObjektID: 706-3778/0                                | 423 KG: Ždiar Konskr.Nr.: 423          | zrubová                                           |                                                   | č. NKP: 706-3778/0 Stand des NKP: 2012-02-08 Name: ŠKOLA                  |
|      | Datei hochladen | Gebäude in regionaltypischem Baustil(sk) ObjektID: 706-3679/1  | 425 KG: Ždiar Konskr.Nr.: 425          | zrubový                                           |                                                   | č. NKP: 706-3679/1 Stand des NKP: 2012-02-08 Name: DOM ĽUDOVÝ             |
|      | Datei hochladen | Scheune und Stall(sk) ObjektID: 706-3679/2                     | 425 KG: Ždiar Konskr.Nr.: 425          | zrubová; vozáreň,maštaľ,mlatovisko,záči           |                                                   | č. NKP: 706-3679/2 Stand des NKP: 2012-02-08 Name: STODOLA S MAŠTAĽOU     |
|      | Datei hochladen | Wirtschaftsgebäude(sk) ObjektID: 706-3679/3                    | 425 KG: Ždiar Konskr.Nr.: 425          | zrubová; chliev,ovčín,vozáreň                     |                                                   | č. NKP: 706-3679/3 Stand des NKP: 2012-02-08 Name: STAVBA HOSPODÁRSKA     |
|      | Datei hochladen | Wirtschaftsgebäude(sk) ObjektID: 706-3679/4                    | 425 KG: Ždiar Konskr.Nr.: 425          | zrubová; jata,kôlňa,dreváreň                      |                                                   | č. NKP: 706-3679/4 Stand des NKP: 2012-02-08 Name: STAVBA HOSPODÁRSKA     |
|      | Datei hochladen | STUDŇA RUMPÁLOVÁ ObjektID: 706-3679/5                          | 425 KG: Ždiar Konskr.Nr.: 425          | kameň,drevo                                       |                                                   | č. NKP: 706-3679/5 Stand des NKP: 2012-02-08 Name: STUDŇA RUMPÁLOVÁ       |
|      | Datei hochladen | Gebäude in regionaltypischem Baustil(sk) ObjektID: 706-3680/1  | 427 KG: Ždiar Konskr.Nr.: 427          | zrubový                                           |                                                   | č. NKP: 706-3680/1 Stand des NKP: 2012-02-08 Name: DOM ĽUDOVÝ             |
|      | Datei hochladen | Scheune und Stall(sk) ObjektID: 706-3680/2                     | 427 KG: Ždiar Konskr.Nr.: 427          | zrubová,rámová; mlatovisko, záčin,maštaľ,kôlňa    |                                                   | č. NKP: 706-3680/2 Stand des NKP: 2012-02-08 Name: STODOLA S MAŠTAĽOU     |
|      | Datei hochladen | Gebäude in regionaltypischem Baustil(sk) ObjektID: 706-3681/0  | 429 KG: Ždiar Konskr.Nr.: 429          | zrubový                                           |                                                   | č. NKP: 706-3681/0 Stand des NKP: 2012-02-08 Name: DOM ĽUDOVÝ             |
|      | Datei hochladen | Gebäude in regionaltypischem Baustil(sk) ObjektID: 706-3682/1  | 433 KG: Ždiar Konskr.Nr.: 433          | zrubový                                           |                                                   | č. NKP: 706-3682/1 Stand des NKP: 2012-02-08 Name: DOM ĽUDOVÝ             |
|      | Datei hochladen | Scheune(sk) ObjektID: 706-3682/2                               | 433 KG: Ždiar Konskr.Nr.: 433          | zrubová,rámová; záčin,mlatovisko,maštaľ,voziar    |                                                   | č. NKP: 706-3682/2 Stand des NKP: 2012-02-08 Name: STODOLA                |
|      | Datei hochladen | Gebäude in regionaltypischem Baustil(sk) ObjektID: 706-3683/1  | 435 KG: Ždiar Konskr.Nr.: 435          | zrubový                                           |                                                   | č. NKP: 706-3683/1 Stand des NKP: 2012-02-08 Name: DOM ĽUDOVÝ             |
|      | Datei hochladen | Scheune und Stall(sk) ObjektID: 706-3683/2                     | 435 KG: Ždiar Konskr.Nr.: 435          | zrubová,rámová; maštaľ,mlatovisko,záčin           |                                                   | č. NKP: 706-3683/2 Stand des NKP: 2012-02-08 Name: STODOLA S MAŠTAĽOU     |
|      | Datei hochladen | Gebäude in regionaltypischem Baustil(sk) ObjektID: 706-3685/1  | 440 KG: Ždiar Konskr.Nr.: 440          | zrubový                                           |                                                   | č. NKP: 706-3685/1 Stand des NKP: 2012-02-08 Name: DOM ĽUDOVÝ             |
|      | Datei hochladen | Scheune und Stall(sk) ObjektID: 706-3685/2                     | 440 KG: Ždiar Konskr.Nr.: 440          | zrubová; vozáreň,záčin,mlatovisko,mašta           |                                                   | č. NKP: 706-3685/2 Stand des NKP: 2012-02-08 Name: STODOLA S MAŠTAĽOU     |
|      | Datei hochladen | Wirtschaftsgebäude(sk) ObjektID: 706-3685/3                    | 440 KG: Ždiar Konskr.Nr.: 440          | drevená,rámová; chliev,ovčín,kôlňa                |                                                   | č. NKP: 706-3685/3 Stand des NKP: 2012-02-08 Name: STAVBA HOSPODÁRSKA     |
|      | Datei hochladen | Wirtschaftsgebäude(sk) ObjektID: 706-3687/0                    | 444 KG: Ždiar Konskr.Nr.: 444          | zrubová,rámová; stodola,maštaľ,vozáreň,kôlňa      |                                                   | č. NKP: 706-3687/0 Stand des NKP: 2012-02-08 Name: STAVBA HOSPODÁRSKA     |
|      | Datei hochladen | Wirtschaftsgebäude(sk) ObjektID: 706-3688/0                    | 445 KG: Ždiar Konskr.Nr.: 445          | zrubová,rámová; stodola,maštaľ,vozáreň            |                                                   | č. NKP: 706-3688/0 Stand des NKP: 2012-02-08 Name: STAVBA HOSPODÁRSKA     |
|      | Datei hochladen | Gebäude in regionaltypischem Baustil(sk) ObjektID: 706-3689/1  | 447 KG: Ždiar Konskr.Nr.: 447          | zrubový                                           |                                                   | č. NKP: 706-3689/1 Stand des NKP: 2012-02-08 Name: DOM ĽUDOVÝ             |
|      | Datei hochladen | Scheune und Stall(sk) ObjektID: 706-3689/2                     | 447 KG: Ždiar Konskr.Nr.: 447          | zrubová                                           |                                                   | č. NKP: 706-3689/2 Stand des NKP: 2012-02-08 Name: STODOLA S MAŠTAĽOU     |
|      | Datei hochladen | Wirtschaftsgebäude(sk) ObjektID: 706-3689/3                    | 447 KG: Ždiar Konskr.Nr.: 447          | doštená; šopa                                     |                                                   | č. NKP: 706-3689/3 Stand des NKP: 2012-02-08 Name: STAVBA HOSPODÁRSKA     |
|      | Datei hochladen | Wirtschaftsgebäude(sk) ObjektID: 706-3689/4                    | 447 KG: Ždiar Konskr.Nr.: 447          | zrubová,rámová; podšopa.dreváreň                  |                                                   | č. NKP: 706-3689/4 Stand des NKP: 2012-02-08 Name: STAVBA HOSPODÁRSKA     |
|      | Datei hochladen | Gebäude in regionaltypischem Baustil(sk) ObjektID: 706-3690/1  | 450 KG: Ždiar Konskr.Nr.: 450          | zrubový                                           |                                                   | č. NKP: 706-3690/1 Stand des NKP: 2012-02-08 Name: DOM ĽUDOVÝ             |
|      | Datei hochladen | Scheune und Stall(sk) ObjektID: 706-3690/2                     | 450 KG: Ždiar Konskr.Nr.: 450          | zrubová; voziareň,záčin,mlatovisko,mašt           |                                                   | č. NKP: 706-3690/2 Stand des NKP: 2012-02-08 Name: STODOLA S MAŠTAĽOU     |
|      | Datei hochladen | Wirtschaftsgebäude(sk) ObjektID: 706-3690/3                    | 450 KG: Ždiar Konskr.Nr.: 450          | zrubová,rámová; dreváreň,sklad,ovčín              |                                                   | č. NKP: 706-3690/3 Stand des NKP: 2012-02-08 Name: STAVBA HOSPODÁRSKA     |
|      | Datei hochladen | Gebäude in regionaltypischem Baustil(sk) ObjektID: 706-3691/1  | 451 KG: Ždiar Konskr.Nr.: 451          | zrubový                                           |                                                   | č. NKP: 706-3691/1 Stand des NKP: 2012-02-08 Name: DOM ĽUDOVÝ             |
|      | Datei hochladen | Scheune und Stall(sk) ObjektID: 706-3691/2                     | 451 KG: Ždiar Konskr.Nr.: 451          | zrubová; mlatovisko,maštaľ                        |                                                   | č. NKP: 706-3691/2 Stand des NKP: 2012-02-08 Name: STODOLA S MAŠTAĽOU     |
|      | Datei hochladen | Wirtschaftsgebäude(sk) ObjektID: 706-3691/3                    | 451 KG: Ždiar Konskr.Nr.: 451          | zrubová,rámová; voziareň,ovčín                    |                                                   | č. NKP: 706-3691/3 Stand des NKP: 2012-02-08 Name: STAVBA HOSPODÁRSKA     |
|      | Datei hochladen | Wirtschaftsgebäude(sk) ObjektID: 706-3691/4                    | 451 KG: Ždiar Konskr.Nr.: 451          | doštená; šopa                                     |                                                   | č. NKP: 706-3691/4 Stand des NKP: 2012-02-08 Name: STAVBA HOSPODÁRSKA I.  |

## Legende
Die Tabelle enthält im Einzelnen folgende Informationen:
| Foto:                    | Fotografie des Denkmals. |
| Denkmal / č. ÚZPF:       | Die Übersetzung der Bezeichnung des Denkmals, wie sie vom Slowakischen Denkmalamt (Pamiatkový úrad Slovenskej republiky) verwendet wird. Die Originalbezeichnung ist unter dem Fragezeichen angegeben. Fehlt die Übersetzung, so wird die Originalbezeichnung direkt angezeigt. Weiters ist die Objekt-Identifikationsnummer (Objekt ID) angeführt. Sie ist die offizielle, in der Slowakei eindeutige Nummer č. ÚZPF inklusive der zugehörigen Zählnummer, wie sie in den Daten des Denkmalamtes angegeben wird. Da diese nur innerhalb eines Landkreises gezählt wird, ist dessen Nummer der Denkmalnummer vorangestellt. |
| Standort:                | Wenn in der Liste vorhanden, ist die Adresse angegeben. In Klammern kann sich noch eine zusätzliche Adresse befinden, wenn es beispielsweise ein Eckhaus ist. Bei freistehenden Objekten ohne Adresse (zum Beispiel bei Bildstöcken) ist eine Adresse angegeben, die in der Nähe des Objekts liegt. Durch Aufruf des Links Standort wird die Lage des Denkmals in verschiedenen Kartenprojekten angezeigt. Darunter sind die Katastralgemeinde (KG) und, wenn vorhanden, die Konskriptionsnummer (Konskr. Nr.) angegeben.                                                                                                   |
| Offizielle Beschreibung: | Es ist die Kurzbeschreibung auf Slowakisch, wie sie in den offiziellen Listen angegeben ist, eingetragen. |
| Beschreibung:            | Kurze Angaben zum Denkmal auf Deutsch. |
| Metadaten:               | Zusätzlich werden, wenn in den persönlichen Einstellungen das Helferlein Dauerhaftes Einblenden von Metadaten aktiviert ist, ebensolche angezeigt. |

- Karte mit allen Koordinaten:
- OSM |
- WikiMap